# Таманги

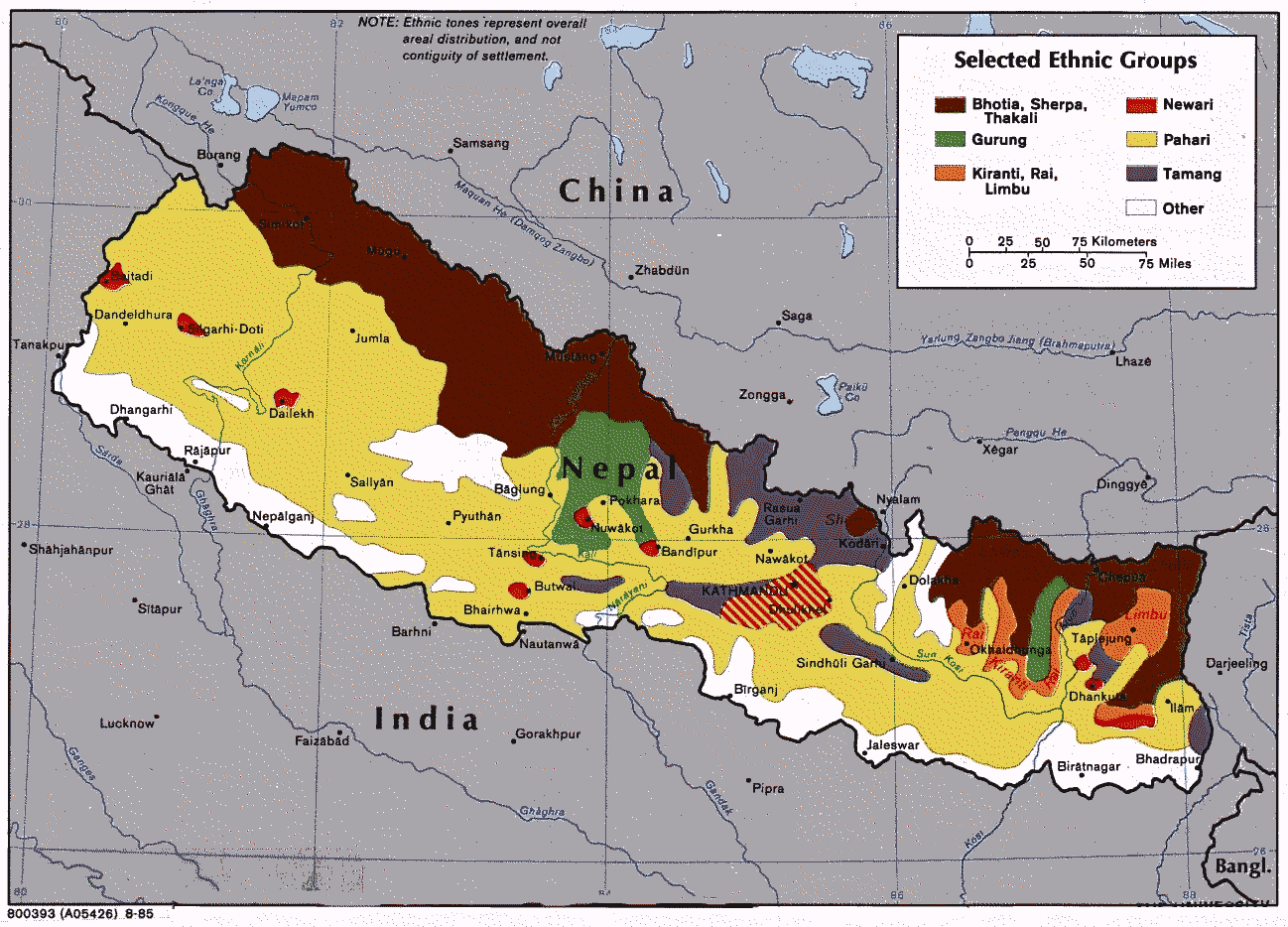
Этнические группы Непала;
,,
,,

Таманги, тхаманг (самоназвание) — народ, проживающий в Центральном и Восточном Непале. Традиционное место расселения: холмистая область между реками Будхигандаки и Ликху; в горных районах, примыкающих к долине Катманду; к югу от долины Катманду от среднего течения реки Гандак до реки Сун-Коси, среди народа шерпа. Самоназвание мурми распространено только на востоке. На границе с Тибетом (от верховьев реки Карнали до реки Бхери) называются лама-таманги. В настоящее время они в большом количестве проживают в городах Расува, Нувакот, Дхадинг, Макаванпур, Синдхули, Рамечхап, Долакха, Лалитпур, Синдхупалчок и Каврепаланчок в центральном регионе.
Их можно встретить в индийских штатах Сикким, Ассам, Нагаленд и округе Дарджилинг штата Западная Бенгалия, а также на территории Бирмы и Бутана. Численность тамангов в Непале, по данным на 2001 год, составляет 1 282 304 человек, то есть 5,6 % всего населения страны.

## Язык
Говорят на таманге тибето-бирманской подсемьи сино-тибетской семьи.
На нём говорит около 5,2 % населения Непала. Он занимает 5-е место в стране по числу говорящих, при этом первое среди тибето-бирманских языков (в Непале).
Среди тамангов в долине Катманду распространён также непали, на севере страны — тибетский язык (Бобылёва 1998).

## Религия
Являются приверженцами буддизма и, согласно данным 2001 года, их число составляет 90,26 % тамангов. Эти народы находятся в постоянном общении с индуистскими кастами и многие из них принимают также индуизм или формально причисляют себя к индуистам. Такие таманги составляют 7,69 % народности (Бобылёва 1998).

## Происхождение и история
Этническая история плохо изучена. Одна из версий говорит о том, что примерно в VII веке таманги мигрировали из Южного Тибета до основания там государства. Другая точка зрения: таманги — остатки военных конных отрядов тибетцев, которые проникали в Непал в позднее средневековье. Иногда таманги связываются с народом тамара, который упоминается в эпосе народов Индии.
Махабхарата (санскрит — «Сказание о великих Бхарата»). Кланы тамангов (также известные как бхотия) соперничают за право быть первыми вступившими на непальскую землю около 1000 лет назад (Бобылёва 1998).
Слово «таманг» фигурировало уже в документах XIII века. Нашедший эти сведения Дэвид Джэксон упоминает, что король Бумлде Мгон построил крепость Шрин в Мустанге для сдерживания этнической группы так называемых «тамангов Нижнего Гло» (Мустанга). Хотя слово «таманги» использовалось начиная с XIII века для обозначения этнической группы, во времена экспансии королевства Горкха использование этого слова было запрещено. К тамангам пренебрежительно обращались ‘бхоты' и ‘мурми'. Таманги, однако, и по сей день продолжают именовать себя тамангами.
После завоевания королевством Горкха Непала в XVIII веке, владения тамангов были изъяты и переданы правящим придворным классам Брахмин и Чхетри. Таманги удерживались в качестве несвободных рабочих, почти рабов на этих землях. Во времена правления Рана, таманги использовались как прислуга для правителей и придворных. Им было запрещено вступать в британские полки гуркхов в Индии, несмотря на то, что представителям других тибето-бирманских сообществ (гурунги, магары, раи и лимбу) это разрешалось. Таманги смогли
не попасть под власть центрального правительства, а также привлечения
в войско. Так сложилось исторически, что таманги обосновались в стратегически важных районах, окруженных долиной Катманду. Боясь подобного окружения, правители Катманду силой подчинили центральным властям тамангов и эксплуатировали их так, чтобы они никогда смогли подняться. Психология этого народа веками привыкала к экономической отсталости, политической дискриминации и социальной маргинализации (Мазурина 1994).

## Хозяйственные занятия
Таманги выращивают просо, кукурузу, картофель, ячмень и рис.
скотоводство (крупный и мелкий рогатый скот). В городах занимаются ремеслом и торговлей, работают по найму и т. п. (Бобылёва 1998).

## Жилище
Всё больше распространяется двухэтажный каменный дом с галереей на первом этаже (Бобылёва 1998).

## Одежда
Мужчины носят длинную набедренную повязку, которая обвязана широким белым поясом, а сверху рубашку (даура), куртку из войлока (бакху), а голову обматывают длинным шарфом, который закрывает шею и свисает с плеча. Женская одежда тамангов — это кофта с длинным рукавом, несшитая юбка и накидка (барка) для холодного времени года. Характерны кольцо в носу и серьга в виде цветка (Бобылёва 1998).

## Социальная система
Присутствуют патрилинейный экзогамные роды.
Города ощущают все такое же влияние системы каст (Бобылёва 1998).
У тамангов существует система 6 типов общественных лидеров: Тамба, Ганба, Бонбо, Лабонбо, Лама и Чохо, которые поддерживают общество тамангов живым и динамичным. Эта шестерка играет важную роль в развитии общества.
Тамба следит за культурным аспектом жизни (Fricke 1986).

## Культура и обычаи
Разнообразные фестивали и церемонии — неотъемлемая часть жизни тамангов. Пуджи (богослужения) исполняются согласно буддистским ритуалам и предписаниям. Во время этих ритуалов таманги исполняют различные формы древних обрядов. Они исполняют поклонение Пхола за вклад своих предков в историю их земли. Историю рода рассказывают во время богослужения Пхола. (Axinn 1990).
Аналогично происходит богослужение божеству земли и воды Неда Сипда,
почитание земли, как средства к существованию; богослужение Ихулле(Богиня деревни) ради благополучия деревень и богослужение Джёджёмо (самого доброго семейного божества) также обязательны в обществе тамангов. Ритуалы жизненного цикла как названия церемоний:
церемония риса, церемония тонзура, церемония передачи Непали Сари (Гуниу), церемония брака и похоронный обряд до сих пор преобладают в этом обществе. Разные эксперты этих ритуалов видят разные назначения этих действий. Многие местные и иностранные ученые руководили исследованиями языка и культуры тамангов. Самыми известными являются зарубежные ученые: Мартин Мазодон (1973), Андреас Хофер(1981), Ларри Питтер (1981), Бригитт Штейнманн (1987), Дэвид Холмберг (1989), Томас Э Фрике (1993) и другие.

## Выдающиеся таманги
- Tamang Autari Lama
- Gopal Yonjan
- Late Parijat
- Late Aruna Lama